# Armen Darbinian
Armen Darbinian (en arménien Արմեն Դարբինյան), né le 23 janvier 1965 à Leninakan, l'actuelle Gyumri, en République socialiste soviétique d'Arménie (URSS), est un homme d'État arménien. 
Il fait ses études au sein du département d'économie de l'Université d'État de Moscou et y achève un postgraduate en 1989. En 1994, il devient vice-président de la Banque centrale d'Arménie, avant d'être désigné Ministre des Finances en 1997. Il est ensuite nommé Premier ministre de la République d'Arménie le 10 avril 1998, et le reste jusqu'au 11 juin 1999. Il devient alors Ministre de l'Économie jusqu'en 2000.